# Springville (Utah)

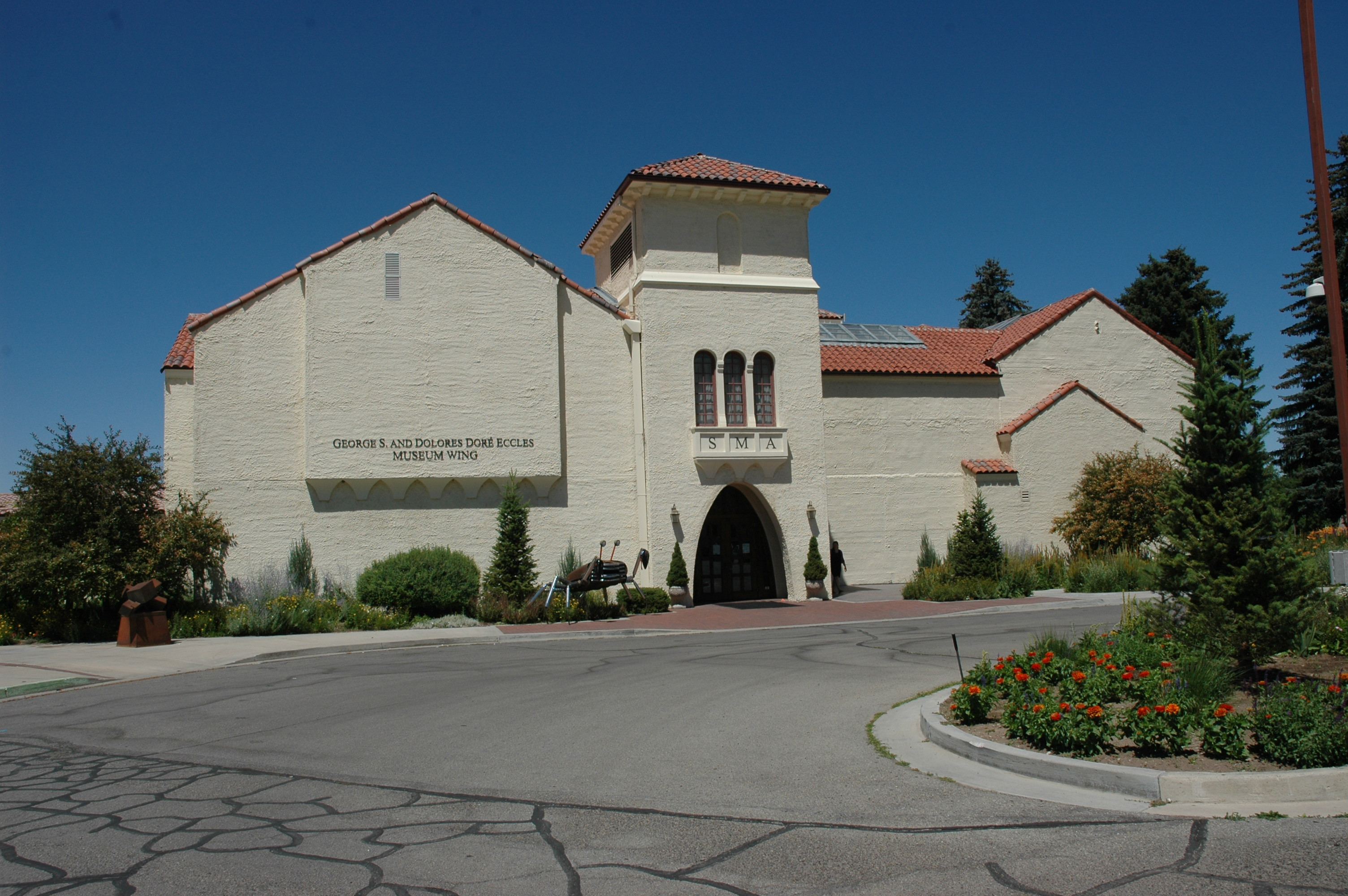
Springville Museum of Art

Springville ist eine Stadt im Utah County im US-Bundesstaat Utah mit gemäß Zensus 35.268 Einwohnern im Jahr 2020. Sie liegt im Utah Valley im Uferbereich zwischen dem Utah Lake und den Wasatch Mountains, wobei vorwiegend der Hang unter den Bergen bebaut ist und die Ufer nahen Anteile des Stadtgebietes noch überwiegend landwirtschaftlich genutzt werden. Der Ort schließt südlich an Provo an, die größte Stadt des Utah Valley und County Seat des Utah County.
Die Stadt nennt sich selbst Utah Art City, weil sie das älteste Kunstmuseum Utahs unterhält und auf ihre Kulturszene stolz ist.

## Geschichte
Springville gehört zu den ursprünglichen Siedlungen, die 1850 von Mormonischen Pionieren im Auftrag der Kirche Jesu Christi der Heiligen der Letzten Tage (Mormonen) im Utah Valley angelegt wurden, um den Siedlungsraum der Kirchenangehörigen vom nördlich benachbarten Salt Lake Valley zu erweitern.
Ursprünglich war die ganze Region Streifgebiet der namensgebenden Ute-Indianer. Die ersten Weißen am Utah Lake waren die Angehörigen der Dominguez-Escalante-Expedition zweier spanischer Franziskaner-Patres 1776. In den 1820er Jahren kamen Pelzjäger und -händler in die Gegend und hielten sich als erste Weiße länger vor Ort auf.
Die ersten Siedler nannten ihren Ort und den aus den Bergen kommenden Bach Hobble Creek, weil sie ihre Pferde im Bachtal nur locker hobbeln mussten und keine Pferche bauten. Nur drei Jahre nach der ersten Ansiedlung wurde die Siedlung als incorporated city im Jahr 1853 eingetragen und damit zur selbständigen Stadt. Der Name wurde in der Folge in das heutige Springville geändert, nach den vielen Hangquellen. Hobble Creek blieb jedoch der Name des Baches, des Canyons, in dem der Bach aus den Bergen hervortritt, und heute auch des Golfplatzes, der um das Quellgebiet entstand. 
Der kleine Hobble Creek bot aber nicht genug Wasser für die geplante Größe der Siedlung, nur relativ wenige Farmen konnten auf dem guten, aber zu trockenen Boden existieren. Daher wichen einige Bewohner auf Ranching aus und bauten Rinder- und Schafherden auf. Sie übernutzten die Weideländer im Hobble Creek Canyon, die Vegetationsdecke wurde zerstört und das Erdreich der Erosion ausgesetzt. Es folgten Überschwemmungen der Siedlungsgebiete unterhalb der Berge, die einen lang andauernden Konflikt zwischen Farmern und Ranchern auslösten. 1902 wurde die Angelegenheit vom US-Landwirtschaftsministerium untersucht und die Berge oberhalb der Stadt unter die Verwaltung des noch jungen United States Forest Service gestellt.
Infolge des Konfliktes mit den Ranchern wandelte sich auch der Ackerbau im Ort. Die Bewohner von Springville nutzten neue Förderungsmöglichkeiten von Bewässerungssystemen durch die Bundesregierung und stellten wie andere Siedlungen im Utah Valley weitgehend auf den Anbau von Obst einerseits und Zuckerrüben andererseits um. Für die Bewässerung wurde Energie benötigt, weshalb 1904 das erste kleine Wasserkraftwerk im Hobble Creek Canyon erbaut wurde. Es wurde seitdem mehrfach erweitert und versorgt bis heute die Stadt mit Strom.
Bereits 1856 hatten einige der Siedler die landwirtschaftlichen Flächen nach Süden erweitert und rodeten das so genannte Union Field. Aufgrund von sporadischen Konflikten mit den Indianern wurde es aber erst im größeren Maße genutzt, nachdem die Ute 1869 in ein Indianerreservat gezwungen worden waren. Die zweite Siedlung auf dem Gebiet von Springville wuchs langsam und erhielt 1901 im Zusammenhang mit der Anlage eines Bewässerungssystems die Unabhängigkeit als Mapleton.

## Springville heute
Seit den 1990er Jahren wandelt sich die Stadt von der landwirtschaftlichen Gemeinde in eine Vorstadt von Provo zu dessen Agglomeration auf dem Ostufer des Utah Lake Springville heute gehört. Die Stadt möchte davon profitieren, dass die Siedlungstätigkeit überwiegend unterhalb der Berge stattfand, und daher die zum Gemeindegebiet gehörenden Teile der Seeebene weitgehend als Flächenreserve zur Verfügung stehen. Da dort der Interstate Highway 15 und die Bahnlinie von Salt Lake City nach Süden verlaufen, verfügt die Stadt über gute Voraussetzungen, Gewerbe anzusiedeln.
Im Jahr 2000 war Springville wirtschaftlich weit schwächer als der Durchschnitt der Region. Der Median des Haushaltseinkommens lag bei 46.472 Dollar im Jahr gegenüber 56.752 Dollar im Utah Valley. In der Dekade zwischen 2000 und 2010 wuchs die Stadt massiv um rund die Hälfte der vorherigen Einwohnerzahl und zog zunehmend wohlhabendere Bewohner an. 2008 war der Median des Haushaltseinkommens bereits auf $ 54.155 gewachsen. Der Anteil der Einwohner mit Collegeabschluss lag im Jahr 2000 noch bei für Utah geringen 28,5 %, während er bis 2010 auf 43,3 % gestiegen war.
Springville ist der Sitz des ältesten Kunstmuseums in Utah. Bereits 1903 bekam die kleine High School von lokalen Künstlern zwei Gemälde geschenkt, 1907 kamen weitere Kunstwerke hinzu und die Schule begann mit Spendensammlungen, um die kleine Sammlung mit Ankäufen erweitern zu können. Seit 1921 und bis heute durchgehend gibt es eine jährliche Ausstellung mit aktuellen Werken lokaler und regionaler Künstler und 1925 wurde die Sammlung als Springville Museum of Art rechtlich von der Schule unabhängig. In der Großen Depression wurden im Rahmen des New Deal auch die Künste gefördert: 1935 begann die Works Progress Administration mit Planungen, die Sammlung auszubauen, wozu lokale Spenden eingeworben wurden. 1937 zog das Museum in ein eigenes Gebäude im Spanischen Kolonialstil, das seitdem mit der wachsenden Sammlung mehrfach erweitert wurde. Das Museum zeigt vorwiegend Werke von Künstlern aus Utah und Werke, die in Utah entstanden sind. Seit 1993 baut es auch eine Sammlung des Sozialistischen Realismus auf, die aufgrund Schenkungen eines lokalen Sammlers zustande kam. Diese Sammlung ist die größte ihrer Art im Westen der Vereinigten Staaten und zieht nach Angaben des Museums die Hälfte ihrer Besucher an.
Die Stadt wird durch den Interstate Highway 15 westlich der Siedlung und den parallel verlaufenden U.S. Highway 89 im Siedlungsgebiet erschlossen.

## Persönlichkeiten
- Cyrus Dallin (1861–1944), Bildhauer und Bogenschütze
- Vern G. Swanson (* 1945), Kunsthistoriker